# アムハラ語訳聖書

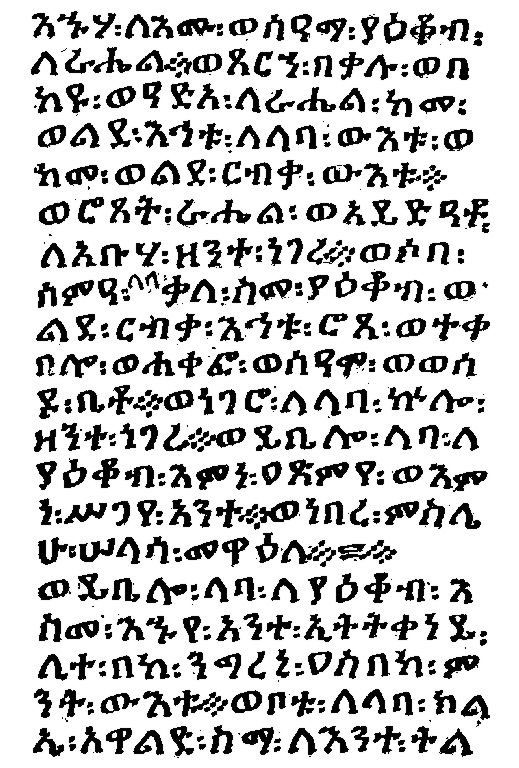
ゲエズ語聖書：創世記 29:11-16 （15世紀）

アムハラ語訳聖書（アムハラごやくせいしょ）は、キリスト教聖書のアムハラ語への翻訳を扱う。アムムハラ語はエチオピアの事実上の公用語で、アフロ・アジア語族セム語派に属する言語である。ゲエズ文字（アムハラ文字）で表記する。

## ゲエズ語からアムハラ語へ
エチオピアは4世紀にキリスト教国となり、聖書もすぐ古代エチオピア語のゲエズ語に翻訳された。アムハラ語は宮廷、貿易、庶民の日常的な交流で使われてきた言葉で、12世紀ごろからはエチオピア正教会の正式な使用言語になった。20世紀にイスラエルへ帰還したエチオピア・ユダヤ人も、アムハラ語を使っていた。ジャマイカで20世紀前半に興ったラスタファリ運動でも、アムハラ語を学んだ。

## アブ・ルミの翻訳
19世紀初め、エチオピア人のアブ・ルミ（1750年頃 - 1819年）はエジプトのカイロで、聖書をアムハラ語に翻訳した。彼の原稿はイギリス人に1250ポンドで買われて、学者のレビュー後、1824年には四福音書が、1829年には新約聖書全体がが、1840年には旧約聖書を含む全聖書が印刷された。この聖書はその後増訂されて、1960年から1961年にハイレ・セラシエ1世が新しい翻訳を進めるまで、使われることになる。

## ハイレ・セラシエ1世聖書 1936年
1936年にイタリアがエチオピアへ侵入した時には、ハイレ・セラシエ1世の命で新しい翻訳が進行中であった。イギリス人によって持ち出された翻訳は印刷されたが、ロンドン爆撃で失われた。アメリカ人による印刷も行われたが、翻訳に不備があることが分り、印刷後破棄された。

## ハイレ・セラシエ1世聖書 1962年
1962年、再びハイレ・セラシエ1世の下で、ゲエズ語聖書から翻訳されたアムハラ語聖書が出版され、これには皇帝の1955年の前書きがある。それによると、1947年から1952年にかけて翻訳委員会が翻訳して、ヘブライ語とギリシャ語との比較が必要であるとしている。プロテスタントもカトリックも認める66書が収められていて、5書の外典は別冊になっている。5書というのは、エノク書、ヨベル書、マガビャン書一・二・三（Meqabyan、マカバイ記一・二・三とは大きく違う）である。
1986には『エチオピア正教会聖書』が印刷され、これには外典もあり、全体で86書で、旧約聖書に46書が、新約聖書には35書が入っている。この版の新約には1962年のアムハラ語の訂正が入っているが、旧約は1962年の版のままである。

## その他の翻訳
1987年、ヘブライ語とギリシャ語原典から翻訳された新しい聖書がエチオピア聖書協会から出版されて、2005年に改訂も行われた。この聖書はプロテスタントが使う66書の翻訳で、エチオピア正教会は歓迎していない。
2000年に、エチオピア正教会とエチオピア聖書協会は『ミレニウム聖書』を発行した。これは旧約は『七十人訳聖書』、旧約・新約をゲエズ語聖書に添っている。そのため、正教会信徒は大歓迎でも、プロテスタント信徒はそうでもない。旧約は46書、新訳は35書、合計81書である。

## 翻訳文の例
| Translation                                        | 創世記 1:1-5 |
| -------------------------------------------------- | --- |
| Amharic Bible: New Amharic Standard Version (NASV) | 1 በመጀመሪያ እግዚአብሔር (ኤሎሂም) ሰማያትንና ምድርን ፈጠረ። 2 ምድርም ቅርጽ የለሽና ባዶ ነበረች። የምድርን ጥልቅ ስፍራ ሁሉ ጨለማ ውጦት ነበር። የእግዚአብሔርም (ኤሎሂም) መንፈስ በውሆች ላይ ይረብብ ነበር። 3 ከዚያም እግዚአብሔር (ኤሎሂም) “ብርሃን ይሁን” አለ፤ ብርሃንም ሆነ። 4 እግዚአብሔርም (ኤሎሂም) ብርሃኑ መልካም እንደሆነ አየ፤ ብርሃኑን ከጨለማ ለየ። 5 እግዚአብሔርም (ኤሎሂም) ብርሃኑን “ቀን”፣ ጨለማውን “ሌሊት” ብሎ ጠራው። መሸ፤ ነጋም፤ የመጀመሪያ ቀን። |

## 参照項目
- エチオピアの宗教 (Religion in Ethiopia)
- エチオピアのキリスト教 (Christianity in Ethiopia)
- エチオピア正教会
- 聖書翻訳
- 言語別聖書の一覧